# Kieler Sportvereinigung Holstein von 1900 2012-2013
Questa voce raccoglie le informazioni riguardanti il Kieler Sportvereinigung Holstein von 1900 nelle competizioni ufficiali della stagione 2012-2013.

## Stagione
Nella stagione 2012-2013 l'Holstein Kiel, allenato da Thorsten Gutzeit, concluse il campionato di Regionalliga nord al 1º posto, partecipò agli spareggi promozione e fu promosso in 3. Liga 2013-2014.

## Rosa
| N. |                      | Ruolo | Calciatore          |
| -- | -------------------- | ----- | ------------------- |
| 1  | Germania (bandiera)  | P     | Morten Jensen       |
| 3  | Danimarca (bandiera) | D     | Hamza Kizil         |
| 4  | Germania (bandiera)  | D     | Manuel Hartmann     |
| 6  | Germania (bandiera)  | D     | David Urban         |
| 7  | Germania (bandiera)  | D     | Gerrit Pressel      |
| 8  | Germania (bandiera)  | D     | Christian Jürgensen |
| 9  | Germania (bandiera)  | A     | Andy Hebler         |
| 10 | Danimarca (bandiera) | A     | Casper Johansen     |
| 11 | Germania (bandiera)  | C     | Rafael Kazior       |
| 12 | Germania (bandiera)  | P     | Daniel Strähle      |
| 13 | Germania (bandiera)  | D     | Marlon Krause       |
| 16 | Germania (bandiera)  | D     | Amando Aust         |
| 17 | Germania (bandiera)  | D     | Fabian Wetter       |

| N. |                     | Ruolo | Calciatore                  |
| -- | ------------------- | ----- | --------------------------- |
| 19 | Germania (bandiera) | D     | Patrick Herrmann            |
| 20 | Germania (bandiera) | A     | Marc Heider                 |
| 21 | Germania (bandiera) | C     | Tim Siedschlag              |
| 22 | Germania (bandiera) | A     | Fiete Sykora                |
| 23 | Germania (bandiera) | C     | Steve Müller                |
| 24 | Polonia (bandiera)  | A     | Jarosław Lindner            |
| 25 | Germania (bandiera) | P     | Niklas Jakusch              |
| 27 | Germania (bandiera) | C     | Marcel Gebers               |
| 28 | Germania (bandiera) | C     | Deran Toksöz                |
| 29 | Germania (bandiera) | A     | Christopher Kramer          |
| 30 | Germania (bandiera) | A     | Marcel von Walsleben-Schied |
|    | Germania (bandiera) | C     | Florian Meyer               |

## Organigramma societario
Area tecnica
- Allenatore:
- Allenatore in seconda: Jan Sandmann
- Preparatore dei portieri: Carsten Wehlmann
- Preparatori atletici:
- Analisi video:

## Calciomercato

### Sessione estiva
| Acquisti | Acquisti                    | Acquisti           | Acquisti |
| R.       | Nome                        | da                 | Modalità |
| -------- | --------------------------- | ------------------ | -------- |
| C        | Marcel Gebers               | Lubecca            |          |
| D        | Manuel Hartmann             | Ingolstadt 04      |          |
| A        | Andy Hebler                 | Energie Cottbus II |          |
| A        | Casper Johansen             | Fyn                |          |
| A        | Christopher Kramer          | Holstein Kiel II   |          |
| D        | Marlon Krause               | Carl Zeiss Jena    |          |
| D        | Gerrit Pressel              | Amburgo II         |          |
| D        | David Urban                 | Energie Cottbus    |          |
| A        | Marcel von Walsleben-Schied | Hansa Rostock      |          |

| Cessioni | Cessioni               | Cessioni           | Cessioni |
| R.       | Nome                   | a                  | Modalità |
| -------- | ---------------------- | ------------------ | -------- |
| D        | Aaron Berzel           | Babelsberg         |          |
| C        | Sofien Chahed          | Sportfreunde Lotte |          |
| C        | Karsten Fischer        | Goslarer           |          |
| D        | Yannik Jakubowski      | Neumünster         |          |
| D        | Kusi Kwame             | Neumünster         |          |
| D        | Dan-Patrick Poggenberg | Wolfsburg II       |          |
| A        | Jakob Sachs            | Victoria Amburgo   |          |
| D        | Kevin Schulz           | Lubecca            |          |
| D        | Marco Steil            | Wormatia Worms     |          |
| A        | Tim Wulff              | Weiche Flensburgo  |          |

### Sessione invernale
| Acquisti | Acquisti    | Acquisti  | Acquisti |
| R.       | Nome        | da        | Modalità |
| -------- | ----------- | --------- | -------- |
| D        | Hamza Kizil | Odder IGF |          |

| Cessioni | Cessioni | Cessioni | Cessioni |
| R.       | Nome     | a        | Modalità |
| -------- | -------- | -------- | -------- |

## Risultati

### Regionalliga

#### Girone di andata
| Arbitro: | Ehlers |

|                       |           |           |
| Gebers 10’ Wetter 90’ | Marcatori | 74’ Wulff |

| Arbitro: | Krohn |

|                                           |           |                                 |
| von Walsleben-Schied 6’, 75’ Herrmann 40’ | Marcatori | 15’ Fuchs 30’ Karwot 34’ Evseev |

| Arbitro: | Wenzel |

|            |           |          |
| Merkens 2’ | Marcatori | 37’ Aust |

| Arbitro: | Dornieden |

|                 |           |                                                |
| Maliszewski 37’ | Marcatori | 18’, 81’, 90’ Lindner 38’ von Walsleben-Schied |

| Arbitro: | Martin |

|                                                                         |           |  |
| Johansen 27’ Lindner 43’ von Walsleben-Schied 56’ Gebers 61’ Heider 82’ | Marcatori |  |

| Arbitro: | Schult |

|              |           |  |
| Lüttmann 83’ | Marcatori |  |

| Arbitro: | von Glischinski |

|  |           |                           |
|  | Marcatori | 41’ Puttkammer 59’ Softic |

| Arbitro: | Riedel |

|                        |           |                                                             |
| Heyken 45’ Neumann 67’ | Marcatori | 21’ Kazior 39’ von Walsleben-Schied 49’ Herrmann 83’ Toksöz |

| Arbitro: | Senning |

|                                                                                        |           |  |
| von Walsleben-Schied 17’ Gebers 23’ Siedschlag 25’ Johansen 31’ Müller 56’ Lindner 74’ | Marcatori |  |

| Arbitro: | Schröder |

|  |           |                       |
|  | Marcatori | 61’ Heider 89’ Hebler |

| Arbitro: | Riehl |

|                                                       |           |             |
| von Walsleben-Schied 39’ Krause 59’ Sykora 90’ (rig.) | Marcatori | 90’ Schulze |

| Arbitro: | Krohn |

|             |           |                   |
| Moslehe 39’ | Marcatori | 48’ (rig.) Hebler |

| Arbitro: | Heft |

|              |           |                                            |
| Affolter 57’ | Marcatori | 20’, 90’ von Walsleben-Schied 50’ Johansen |

| Arbitro: | Eichhorst |

|                                                             |           |          |
| Heider 18’ von Walsleben-Schied 24’ Kazior 44’ Johansen 51’ | Marcatori | 8’ Meyer |

| Arbitro: | Wijnen |

|               |           |                                            |
| Muzzicato 19’ | Marcatori | 73’ Hebler 88’ (aut.) Krogemann 90’ Heider |

| Arbitro: | Bramlage |

|                                                                           |           |              |
| Johansen 12’ Heider 19’, 73’, 88’ Siedschlag 24’ von Walsleben-Schied 44’ | Marcatori | 23’ Bergmann |

| Arbitro: | Bokop |

|  |           |                                                    |
|  | Marcatori | 20’ Heider 26’ Siedschlag 40’ von Walsleben-Schied |

#### Girone di ritorno
| Arbitro: | Bohmann |

|  |           |                             |
|  | Marcatori | 48’ Johansen 56’ Siedschlag |

| Arbitro: | Skorczyk |

|                |           |                                  |
| Kadah 70’, 79’ | Marcatori | 15’ Heider 57’ Aust 76’ Johansen |

| Arbitro: | Aarnink |

|                              |           |          |
| von Walsleben-Schied 9’, 42’ | Marcatori | 10’ Sané |

| Arbitro: | Schröder |

|                                          |           |  |
| Heider 10’, 63’ Johansen 18’ (rig.), 84’ | Marcatori |  |

| Arbitro: | Dittrich |

|  |           |                          |
|  | Marcatori | 22’ von Walsleben-Schied |

| Arbitro: | Jablonski |

|            |           |                  |
| Sykora 86’ | Marcatori | 31’ van Humbeeck |

| Wilhelmshaven 1º marzo 2013, ore 19:00 CET 24ª giornata | Wilhelmshaven | 0 – 0 referto | Holstein Kiel | Jadestadion (1 095 spett.)\| Arbitro: \| Yilmaz \| |
| Arbitro:                                                | Yilmaz        |               |               |                                                    |

| Arbitro: | Riehl |

|                       |           |            |
| Hebler 37’ Sykora 74’ | Marcatori | 20’ Heyken |

| Arbitro: | Wenzel |

|                         |           |                                         |
| Lämmerhirt 46’ Pini 50’ | Marcatori | 48’, 72’ Sykora 54’ Kazior 71’ Johansen |

| 14 maggio 2013, ore CEST 27ª giornata | Holstein Kiel | – annullata | Lubecca |  |

| Arbitro: | Bramlage |

|                                |           |            |
| Boskovic 54’ Yazgan 61’ (rig.) | Marcatori | 90’ Kramer |

| Arbitro: | Neitzel-Petersen |

|                         |           |            |
| Johansen 34’ Sykora 72’ | Marcatori | 83’ Eilers |

| Arbitro: | Wijnen |

|            |           |                |
| Sykora 11’ | Marcatori | 35’ Kobylański |

| Arbitro: | Dittrich |

|  |           |                                                 |
|  | Marcatori | 28’ (rig.), 64’ Sykora 74’ von Walsleben-Schied |

| Arbitro: | Yilmaz |

|                                                |           |                    |
| von Walsleben-Schied 2’, 69’ Sykora 90’ (rig.) | Marcatori | 36’ Ayık 40’ Laabs |

| Norderstedt 11 maggio 2013, ore 14:00 CEST 33ª giornata | Amburgo II | 0 – 0 referto | Holstein Kiel | Edmund-Plambeck-Stadion (1 350 spett.)\| Arbitro: \| Ehlers \| |
| Arbitro:                                                | Ehlers     |               |               |                                                                |

| Arbitro: | Heft |

|                                                 |           |  |
| von Walsleben-Schied 28’ Heider 59’ Lindner 75’ | Marcatori |  |

### Spareggi promozione
| Arbitro: | Kempter |

|                       |           |  |
| Sykora 30’ Wetter 51’ | Marcatori |  |

| Arbitro: | Wingenbach |

|            |           |                       |
| Müller 45’ | Marcatori | 20’ Heider 60’ Gebers |

## Statistiche

### Statistiche di squadra
| Competizione        | Punti | In casa | In casa | In casa | In casa | In casa | In casa | In trasferta | In trasferta | In trasferta | In trasferta | In trasferta | In trasferta | Totale | Totale | Totale | Totale | Totale | Totale | DR  |
| Competizione        | Punti | G       | V       | N       | P       | Gf      | Gs      | G            | V            | N            | P            | Gf           | Gs           | G      | V      | N      | P      | Gf     | Gs     | DR  |
| ------------------- | ----- | ------- | ------- | ------- | ------- | ------- | ------- | ------------ | ------------ | ------------ | ------------ | ------------ | ------------ | ------ | ------ | ------ | ------ | ------ | ------ | --- |
| Regionalliga nord   | 67    | 15      | 11      | 3       | 1       | 44      | 14      | 15           | 9            | 4            | 2            | 30           | 13           | 30     | 20     | 7      | 3      | 74     | 27     | +47 |
| Spareggi promozione | -     | 1       | 1       | 0       | 0       | 2       | 0       | 1            | 1            | 0            | 0            | 2            | 1            | 2      | 2      | 0      | 0      | 4      | 1      | +3  |
| Totale              | 67    | 16      | 12      | 3       | 1       | 46      | 14      | 16           | 10           | 4            | 2            | 32           | 14           | 32     | 22     | 7      | 3      | 78     | 28     | +50 |

### Andamento in campionato
| Giornata  | 1 | 2 | 3 | 4 | 5 | 6 | 7 | 8 | 9 | 10 | 11 | 12 | 13 | 14 | 15 | 16 | 17 | 18 | 19 | 20 | 21 | 22 | 23 | 24 | 25 | 26 | 27 | 28 | 29 | 30 | 31 | 32 | 33 | 34 |
| --------- | - | - | - | - | - | - | - | - | - | -- | -- | -- | -- | -- | -- | -- | -- | -- | -- | -- | -- | -- | -- | -- | -- | -- | -- | -- | -- | -- | -- | -- | -- | -- |
| Luogo     | C | C | T | T | C | T | C | T | C | T  | C  | T  | T  | C  | T  | C  | T  | T  | T  | C  | C  | T  | C  | T  | C  | T  | C  | T  | C  | C  | T  | C  | T  | C  |
| Risultato | V | N | N | V | V | P | P | V | V |    | V  | N  | V  | V  |    | V  | V  | V  | V  | V  | V  | V  | N  | N  | V  | V  |    | P  | V  | N  | V  |    | N  | V  |
| Posizione | 4 | 3 | 5 | 2 | 2 | 2 | 4 | 3 | 1 | 2  | 2  | 4  | 3  | 2  | 3  | 2  | 1  | 1  | 1  | 1  | 1  | 1  | 1  | 1  | 1  | 1  | 1  | 1  | 1  | 1  | 1  | 1  | 1  | 1  |

Legenda:

Luogo: C = Casa; T = Trasferta. Risultato: V = Vittoria; N = Pareggio; P = Sconfitta.

### Statistiche dei giocatori
| Giocatore               | Spareggi promozione | Spareggi promozione | Spareggi promozione | Spareggi promozione | Regionalliga nord | Regionalliga nord | Regionalliga nord | Regionalliga nord | Totale   | Totale | Totale      | Totale     |
| Giocatore               | Presenze            | Reti                | Ammonizioni         | Espulsioni          | Presenze          | Reti              | Ammonizioni       | Espulsioni        | Presenze | Reti   | Ammonizioni | Espulsioni |
| ----------------------- | ------------------- | ------------------- | ------------------- | ------------------- | ----------------- | ----------------- | ----------------- | ----------------- | -------- | ------ | ----------- | ---------- |
| A. Aust                 | 0                   | 0                   | 0                   | 0                   | 16                | 2                 | 0                 | 0                 | 16       | 2      | 0           | 0          |
| M. Gebers               | 2                   | 1                   | 1                   | 0                   | 10                | 3                 | 2                 | 0                 | 12       | 4      | 3           | 0          |
| M. Hartmann             | 2                   | 0                   | 0                   | 0                   | 26                | 0                 | 4                 | 0                 | 28       | 0      | 4           | 0          |
| A. Hebler               | 0                   | 0                   | 0                   | 0                   | 19                | 4                 | 3                 | 0                 | 19       | 4      | 3           | 0          |
| M. Heider               | 2                   | 1                   | 0                   | 0                   | 32                | 12                | 6                 | 0                 | 34       | 13     | 6           | 0          |
| P. Herrmann             | 2                   | 0                   | 0                   | 0                   | 30                | 2                 | 5                 | 0                 | 32       | 2      | 5           | 0          |
| N. Jakusch              | 2                   | 0                   | 0                   | 0                   | 10                | 0                 | 0                 | 0                 | 12       | 0      | 0           | 0          |
| M. Jensen               | 0                   | 0                   | 0                   | 0                   | 23                | 0                 | 0                 | 0                 | 23       | 0      | 0           | 0          |
| C. Johansen             | 1                   | 0                   | 0                   | 0                   | 32                | 11                | 0                 | 0                 | 33       | 11     | 0           | 0          |
| C. Jürgensen            | 0                   | 0                   | 0                   | 0                   | 0                 | 0                 | 0                 | 0                 | 0        | 0      | 0           | 0          |
| R. Kazior               | 2                   | 0                   | 0                   | 0                   | 30                | 3                 | 13                | 0                 | 32       | 3      | 13          | 0          |
| H. Kizil                | 0                   | 0                   | 0                   | 0                   | 2                 | 0                 | 0                 | 0                 | 2        | 0      | 0           | 0          |
| C. Kramer               | 0                   | 0                   | 0                   | 0                   | 5                 | 1                 | 0                 | 0                 | 5        | 1      | 0           | 0          |
| M. Krause               | 2                   | 0                   | 0                   | 0                   | 26                | 1                 | 6                 | 0                 | 28       | 1      | 6           | 0          |
| J. Lindner              | 2                   | 0                   | 0                   | 0                   | 13                | 6                 | 2                 | 0                 | 15       | 6      | 2           | 0          |
| F. Meyer                | 0                   | 0                   | 0                   | 0                   | 5                 | 0                 | 0                 | 0                 | 5        | 0      | 0           | 0          |
| S. Müller               | 0                   | 0                   | 0                   | 0                   | 22                | 1                 | 3                 | 0                 | 22       | 1      | 3           | 0          |
| G. Pressel              | 2                   | 0                   | 0                   | 0                   | 20                | 0                 | 2                 | 0                 | 22       | 0      | 2           | 0          |
| T. Siedschlag           | 2                   | 0                   | 0                   | 0                   | 23                | 4                 | 3                 | 0                 | 25       | 4      | 3           | 0          |
| D. Strähle              | 0                   | 0                   | 0                   | 0                   | 0                 | 0                 | 0                 | 0                 | 0        | 0      | 0           | 0          |
| F. Sykora               | 2                   | 1                   | 0                   | 0                   | 25                | 10                | 4                 | 0                 | 27       | 11     | 4           | 0          |
| D. Toksöz               | 0                   | 0                   | 0                   | 0                   | 18                | 1                 | 2                 | 0                 | 18       | 1      | 2           | 0          |
| D. Urban                | 0                   | 0                   | 0                   | 0                   | 7                 | 0                 | 1                 | 0                 | 7        | 0      | 1           | 0          |
| F. Wetter               | 2                   | 1                   | 2                   | 0                   | 32                | 1                 | 5                 | 0                 | 34       | 2      | 7           | 0          |
| M. von Walsleben-Schied | 2                   | 0                   | 1                   | 0                   | 32                | 19                | 2                 | 0                 | 34       | 19     | 3           | 0          |